# Lista de acrónimos médicos
Esta é uma lista de acrónimos médicos, utilizados na língua portuguesa:
- AIDS (Bra.) - sigla inglesa de Síndroma de Imuno-Deficiência Adquirida, sida
- AVC - Acidente Vascular Cerebral
- ECG - Electrocardiograma
- EEG - Electroencefalograma
- GECA - Gastroenterocolite aguda
- TAC - Tomografia Axial Computorizada
- USG - Ultra-sonografia
- ITU - Infecção do Trato Urinário
- TB - Tuberculose
- PTI - Purpura Trombocitopenica Idiopática